# Хоризонт (група)
 Тази статия е за музикалната група.  За други значения на Хоризонт вижте Хоризонт (пояснение).  
„Хоризонт“ е българска рок група, създадена през 1984 година, като ученическа група. Професионалната им дейност стартира през 1994 г., когато музикантите записват първата българска кавърверсия – на песента „До последен дъх“ на „Тангра“.
Група ХОРИЗОНТ е една от малкото български групи, която устоява на своя стил и посока, независимо от моментните вкусове на масовата аудитория. Група, която не разчита на случаен бум в своята популярност, а работи последователно. Това го доказват все по-големият брой искрени почитатели на тяхната музика.
Над 4500 концерта и клубни изяви в България и чужбина (Южна Корея, Дубай, Унгария), участия на международни фестивали, песен, издадена от EMI в САЩ („Ще избягам“), първото и единствено в историята на българската музика радио-турне, за 5 дни посетени над 50 радиостанции в цялата страна с акустични изпълнения на живо.
Хоризонт са сред финалистите на „Златния Орфей“ 1994 г., група на годината за 1997 г., печелят приза рок хит на 1997 г., рок група с най-много изяви в страната за 2005, 2006 и 2008 г., през 2011 г. „Сълзите ти вярват на моята длан“ успява да се задържи пет поредни седмици на първо място в ТОП 20 в класацията на БНР, песента „Време“ печели второ място в годишната нет класация „Българската музика“ за 2012 г., а през 2013 г. Хоризонт печелят наградата на публиката в конкурса „Златна пролет“ с песента си „Сияеща звезда“.
Групата има издадени шест албума: „Нарисувай“ (1996), „Нежно“ (2003), „Откривам злато“ (2007) посветен на българските медици в Либия и „Прекалено любопитни“ (2014). На 19 декември 2021 г. излиза техния пети (концертен) албум „Обещаваме си да се видим пак“ (2021). В края на 2024 г. Хоризонт издават шестия си албум "Измислени истини".
Текстовете на песни на групата са дело на фронтмена Валери Славчев. Валери Славчев и пианиста на групата Димитър Бенков са автори на музиката на всички песни на Хоризонт. Клипове са заснети на песните „Нали решихме така“, „Нежно“, „Не заспивам без теб“, „Счупи иглата в леда“, „Чувствам се обсебен“, „Ще избягам“, „До последен дъх“, „Да те жадувам“, „Нали мъжете не плачат“, „Сълзите ти вярват на моята длан“, „Време“, „Тъгувайки за любовта“, „Било е писано“ и "Нямаме време",  а „Рок банда“ е филм посветен на групата.
Хоризонт са приели 1994 година, като година на своето професионално стартиране, въпреки че самото създаване на групата е през 1984 г. от фронтмена Валери Славчев. Годините от 1984 – 1994 г. са от така наречения техен романтичен ученически период, време, в което момчетата се изявяват в средношколски рок фестивали и читалищата из страната.

## Състав
- Валери Славчев – китара, вокал
- Валери Иванов – бас китара, вокал
- Димитър Бенков – клавишни, вокал
- Михаил Желев – барабани

## Дискография
- 1996 – „Нарисувай“
- 2003 – „Нежно“
- 2007 – „Откривам злато“
- 2014 – „Прекалено любопитни“

## Видеоклипове
- / Нежно
- / Счупи иглата в леда
- / Да те жадувам
- / Ще избягам
- / Не заспивам без теб – Хоризонт & Мери (Mary boys band)
- / Време
- / Тъгувайки за любовта
- / Сълзите ти вярват на моята длан
- / Нали мъжете не плачат